# Kloster St. Stephan Zeitz

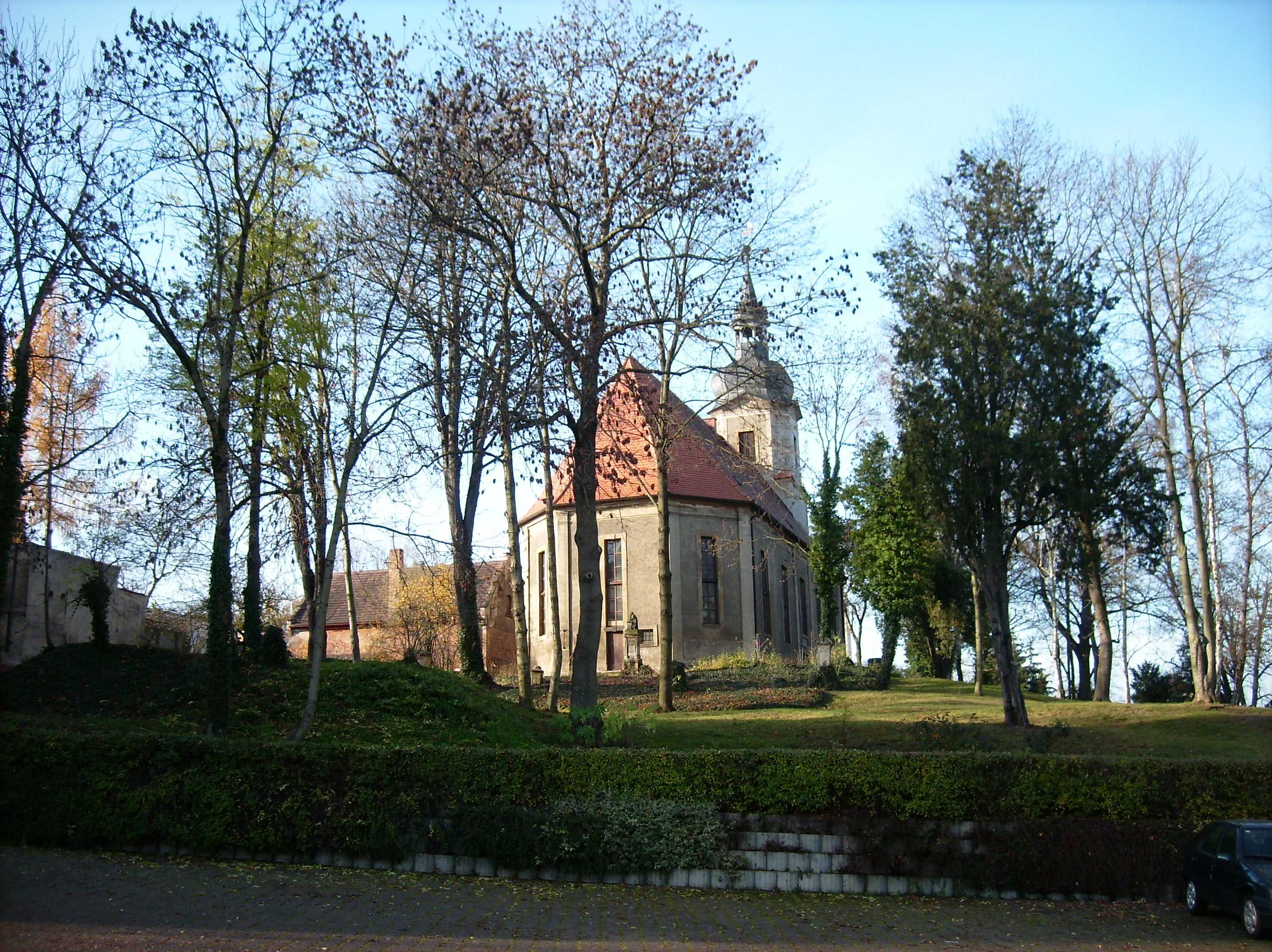
Stephanskirche in Zeitz

Das Kloster St. Stephan war ein Kloster der Benediktinerinnen in Zeitz im heutigen Sachsen-Anhalt vom 12. bis zum 16. Jahrhundert.

## Lage
Das Kloster befand sich zuerst an der Kirche St. Stephan vor der mittelalterlichen Stadt. Um 1446 wurde es in die Oberstadt an die St.-Michaeliskirche verlegt, an die nördlich Konventsgebäude angebaut wurden.

## Geschichte
1147 wurde das Kloster erstmals erwähnt. 1154 wurde ihm das Patronat über die Michaeliskirche übertragen. Zwischen 1185 und 1192 gab es auch Augustiner-Chorherren an der Stephanskirche.
Während des Sächsischen Bruderkrieges ab 1446 wurde das Kloster zur Sicherheit in die Stadt an die St.-Michaelis-Kirche verlegt. 1517 wurden die Klausurgebäude aufgestockt und eine eigene Kapelle nordwestlich der Kirche angebaut.
1537 wurde in der Michaeliskirche erstmals evangelisch gepredigt.
1541 wurde das Kloster aufgelöst, die Michaeliskirche blieb evangelische Pfarrkirche.

## Kirche St. Stephan

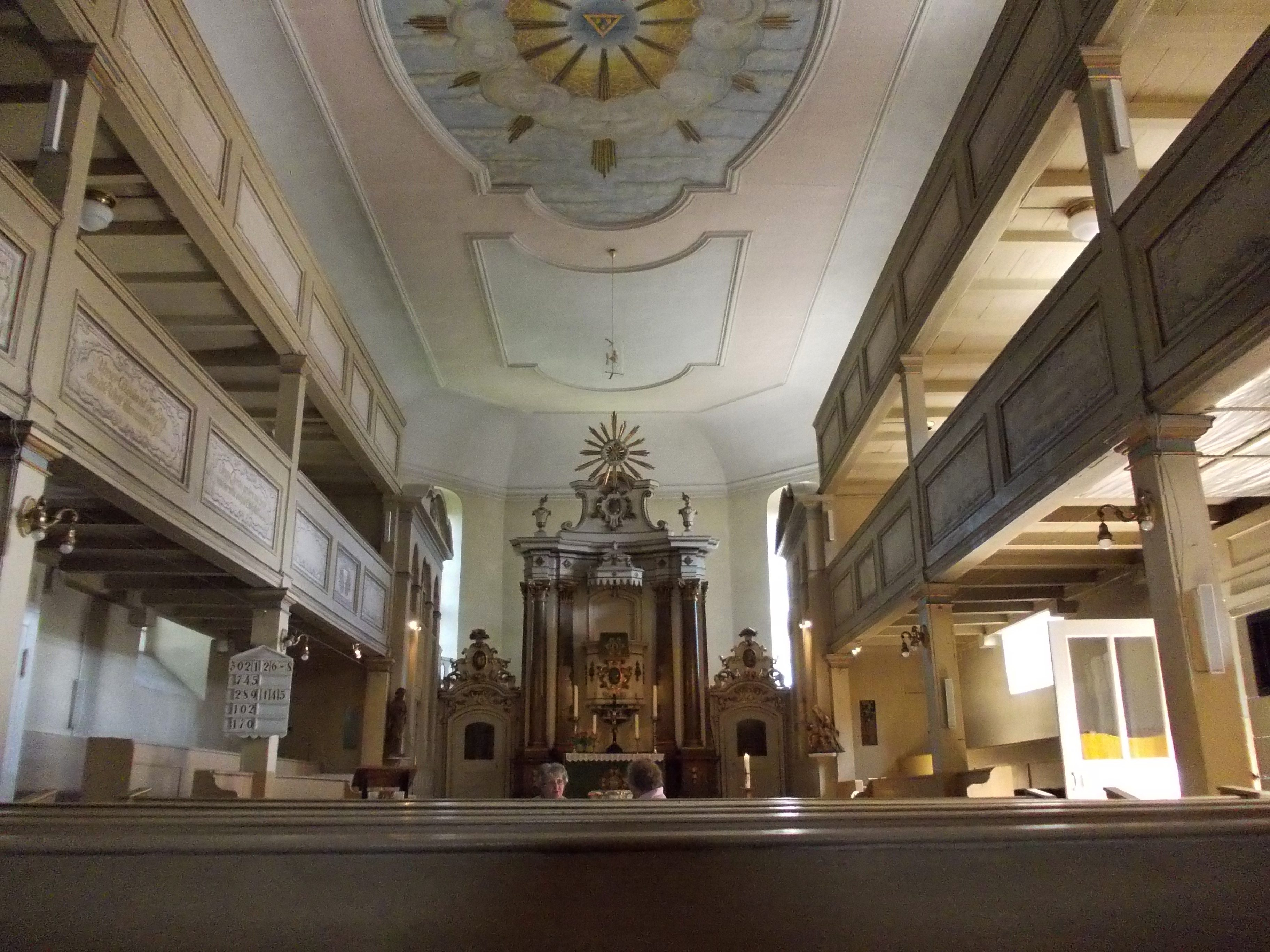
Innenansicht der Kirche

Die heute evangelische Kirche St. Stephan wurde zwischen 1739 und 1741 unter Leitung des Werk- und Maurermeisters Bernhard Gabriel erbaut. Dabei wurden ältere Teile mit verwendet. 
Das Gebäude besteht aus einem dreiseitig geschlossenen Kirchenschiff als Saalbau, das an der Westseite von einem Turm mit quadratischem Grundriss abgeschlossen wird. Dieser wird nach oben von einem barockem Aufsatz mit achtseitiger Sohle gekrönt. Ganz oben weist er eine Laterne auf. Nach außen ist das Kirchengebäude schlicht gestaltet, nur die Fenster und Portale der Kirche sind künstlerisch gestaltet. 
Im Inneren der Kirche ist diese mit Spiegeldecken und zweiseitig mit Emporen gestaltet. An einer Seite besitzt sie eine einfache Orgelempore. 
Als kunstvolle Ausstattung der Kirche sind ebenfalls ein Kanzelaltar mit korinthischen Säulen und Pilastern sowie ein Orgelprospekt und ein reizvoller, hölzerner Taufständer mit Lesepultaufsatz zu nennen, die vermutlich auf den Geraer Bildhauer Johann Wilhelm Rockstock zurückgehen. Aus dem 16. Jahrhundert stammt ein Schrein einer Anna Selbdritt, zusammen mit zwei weiblichen Heiligen. Seine Flügel sind mit biblischen Szenen bemalt. Ebenfalls aus dem 16. Jahrhundert stammt ein Altarkruzifix aus der Werkstatt des Zeitzer Künstlers Matthias Plauener. Aus dem 15. Jahrhundert stammt daneben eine spätgotische Schnitzfigur des heiligen Stephanus.
Das neugotische Kirchengestühl entstammt einer Stiftung zweier Herrschaftslogen durch den Zeitzer Fabrikanten Richard Naether (19. Jahrhundert).